# Битка код Братачића
Битка код Братачића одиграла се 1. августа 1806. године између Срба и Турака. Битка је део Првог српског устанка и завршена је победом Срба.

## Битка
У почетку турске офанзиве 1806. године против Србије, турска војска под сребрничким командантом Хаџи-бегом, у јачини од 7000 људи, прешла је Дрину и од Соко-града, преко ваљевске нахије, надирала према Палежу (Обреновац) да би се спојила са главном босанском војском на путу за Београд. Турци су застали у Братачићу 1. августа, док су се потиснути устаници ваљевске нахије задржали у селу Осечина. Карађорђе је намеравао да прво разбије Турке под Хаџи-бегом, а потом туче главну турску војску из Босне, која се код Шапца прикупљала за надирање према Мишару. Због тога је задржао у Кличевцу 300-400 устаника, а већи део упутио у Осечину. Јачина српских снага износила је 1500 пешака са 2 топа и 200 коњаника. Турци су истог дана извршили напад на Срб, али су их они подршком 60 коњаника под Матијом Ненадовићем задржали. Турци су мислили да Србима долазе већа појачања, па су се повукли у Братачић. Срби су истог дана заузели распоред на косама око Братачића и напали Турке, који су се ноћу повукли према Рожњу и даље ка Дрини. Тиме је Карађорђу правац од Ваљева према Обреновцу био безбедан за предстојећу битку на Мишару.